# U (The Incredible String Band)
U è un doppio album della The Incredible String Band, pubblicato dalla Elektra Records nell'ottobre del 1970.

## Tracce
Lato A
1. El Wool Suite – 8:28 (Mike Heron)
2. The Juggler's Song – 3:10 (Robin Williamson)
3. Time – 3:57 (Robin Williamson)
4. Bad Sadie Lee – 3:48 (Janet Shankman)
5. Queen of Love – 8:36 (Robin Williamson)

Lato B
1. Partial Belated Overture – 2:54 (Mike Heron)
2. Light in Time of Darkness – 10:18 (Mike Heron)
3. Walking Along with You – 3:58 (Mike Heron)
4. Hirem Pawnitof/Fairies Hornpipe – 6:18 (Mike Heron/Brano tradizionale)
5. Bridge Theme – 2:15 (Mike Heron)

Lato C
1. Bridge Song – 8:47 (Mike Heron)
2. Astral Plane Theme – 4:55 (Robin Williamson)
3. Invocation – 4:48 (Robin Williamson)
4. Robot Blues – 4:07 (Robin Williamson)
5. Puppet Song – 6:15 (Robin Williamson)

Lato D
1. Cutting the Strings – 5:08 (Robin Williamson)
2. I Know You – 3:22 (Licorice McKechnie)
3. Rainbow – 15:39 (Mike Heron)

## Musicisti
- Mike Heron - voce, chitarra, sitar, pianoforte, mandolino, organo, basso
- Robin Williamson - voce, chitarra, mandolino, basso, gimbri, flauto, clay drums, fiddle, shanai, scacciapensieri (jew's harp), washboard
- Rose Simpson - voce, basso, tabla, chitarra
- Licorice McKechnie - voce, chitarra, batteria, spoons

Musicisti aggiunti 
- Peter Grant - banjo (brano: Bad Sadie Lee)
- Janet Shankman - voce (brano: Bad Sadie Lee)
- Janet Shankman - clavicembalo (brano: Queen of Love)
- Tom Constanten - arrangiamenti (brano: Queen of Love)
- Malcolm LeMaistre - voce (brano: Rainbow)